# Hungry Kids of Hungary
Hungry Kids of Hungary was een uit vijf personen bestaande popgroep uit Brisbane, Australië.
De band bestaat uit Dean McGrath (zang, gitaar), Kane Mazlin (zang, toetsen), Ben Dalton (basgitaar, zang), Remy Boccalatte (gitaar, zang) en Ryan Strathie (drums, zang).
De band ontstond in 2007 als een initiatief van drummer Ryan Strathie, die in aparte bands met zowel Kane Mazlin als jeugdvriend Ben Dalton speelde. In 2008 intensiveerden zij hun optredens en in 2009 werd besloten nieuw materiaal op te gaan nemen. In januari 2010 werden de eerste nummers opgenomen voor hun eerste album genaamd Escapades. Dit album kwam uit op 1 oktober 2010. In november 2011 sloot de band een contract af met Rough Trade Records om hun album, na het succes van hun single Scattered Diamonds op 3FM en Kink FM, ook in Europa uit te brengen. In 2012 stond Hungry Kids of Hungary op Pinkpop. Ze zijn inmiddels niet meer actief, en hebben aangekondigd op 28 november 2013 uit elkaar te gaan.

## Discografie

### Albums
| Album met eventuele hitnotering(en) in de Nederlandse Album Top 100 | Datum van verschijnen | Datum van binnenkomst | Hoogste positie | Aantal weken | Opmerkingen |
| ------------------------------------------------------------------- | --------------------- | --------------------- | --------------- | ------------ | ----------- |
| Hungry Kids of Hungary                                              | 08-2008               | -                     |                 |              | ep          |
| Mega mountain                                                       | 2009                  | -                     |                 |              | ep          |
| Escapades                                                           | 01-10-2010            | -                     |                 |              |             |

### Singles
| Single met hitnotering(en) in de Vlaamse Ultratop 50 | Datum van verschijnen | Datum van binnenkomst | Hoogste positie | Aantal weken | Opmerkingen |
| ---------------------------------------------------- | --------------------- | --------------------- | --------------- | ------------ | ----------- |
| Set it right                                         | 09-2008               | -                     |                 |              |             |
| Scattered diamonds                                   | 02-2009               | -                     |                 |              |             |
| Old money                                            | 07-2009               | -                     |                 |              |             |
| Let you down                                         | 10-2009               | -                     |                 |              |             |
| Wristwatch                                           | 04-2010               | -                     |                 |              |             |
| Coming around                                        | 08-2010               | -                     |                 |              |             |
| The vacationer                                       | 01-2011               | -                     |                 |              |             |
| Scattered diamonds                                   | 03-2012               | 09-06-2012            | tip75*          |              |             |